# دانشگاه دره آواستا
دانشگاه دره آواستا (به ایتالیایی: Università della Valle d'Aosta) یک دانشگاه در ایتالیا است که در ائوستا واقع شده‌است.